# Ringhofen
Das Gut Ringhofen besteht aus mehreren Gehöften eines früheren Ritterguts. Es gehört zu Mühlberg in der Gemeinde Drei Gleichen im Landkreis Gotha in Thüringen.

## Geografie
Das Gut Ringhofen liegt am nördlichen Ortsrand von Mühlberg in Richtung Wechmar an der Landesstraße 1045 südlich der Bundesautobahn 4. Der Ort befindet sich in Mittelthüringen am Südrand des Thüringer Beckens im Gebiet der Burgen Drei Gleichen.

## Geschichte
Als Vorwerk der Burg Gleichen soll das Einzelgehöft im 10. Jahrhundert erbaut worden sein. In der Literatur ist die urkundliche Ersterwähnung am 9. März 1249 aktenkundig belegt. Nach dem Aussterben der Grafen von Gleichen wurden 1631 die Hatzfelder ihre Nachfolger, bis 1793 auch dieses Geschlecht ausstarb. Ringhofen kam nun an Kurmainz und wurde dem Amt Mühlberg im Erfurter Staat angegliedert. 1802 wurde Ringhofen preußisch und 1806 Teil des französischen Fürstentums Erfurt. Ab 1815 gehörte der Ort als Teil der Exklave Mühlberg zum preußischen Landkreis Erfurt im Regierungsbezirk Erfurt.
1816 schenkte der preußische König Friedrich Wilhelm III. das Rittergut Ringhofen, neben der Burg Gleichen und ihrem Vorwerk Freudenthal dem damaligen Oberst und späteren Generalfeldmarschall Karl von Müffling. Dieser hatte sich in den Befreiungskriegen gegen Napoleon besonders verdient gemacht. Er ließ das Rittergut Ringhofen beträchtlich erweitern und baute es zu einem ansehnlichen Herrensitz mit englischem Park aus. Es wurde nach dem Tod von Karl von Müffling von seinen Nachfolgern bewirtschaftet und bewohnt. 1920 wurde der damalige Besitzer von Müffling von den revolutionären Soldaten auf dem früheren Truppenübungsplatz Ohrdruf dorthin verschleppt und mehrfach mit Erschießen bedroht. Daraufhin entschloss sich die schockierte Familie zur Übersiedlung nach München: „Ich gehe, weil Thüringen bestimmt noch einmal in die Hände der Roten kommen wird“. Das Gut wurde 1926 an den Kirchen- und Sozialfonds verkauft. Die Bewirtschaftung erfolgte durch Pächter. 1945 kam die Enteignung, und später übernahm die LPG „Bauernfreiheit Mühlberg“ das Anwesen. Es erfolgten keine Unterhaltungsmaßnahmen, die Gebäude verfielen. Ein Herrenhaus gibt es nicht mehr. Der frühere Park ist erheblich gelichtet.
Heute befindet sich auf dem nach der Wende sanierten Gut ein Reiterhof sowie ein Golfresort mit Restaurant und Hotel.

## Umgebung
- Panorama-Weg Röhrensee: Geo-Route. Am Wanderweg liegt der Ringhofer Teich mit klarem Quellwasser. Hier befand sich ab Anfang des 18. Jahrhunderts ein Bergwerk, in dem geringwertige Steinkohle abgebaut und Material für Alaun (Alaunhütte) und Vitriol gewonnen wurde.

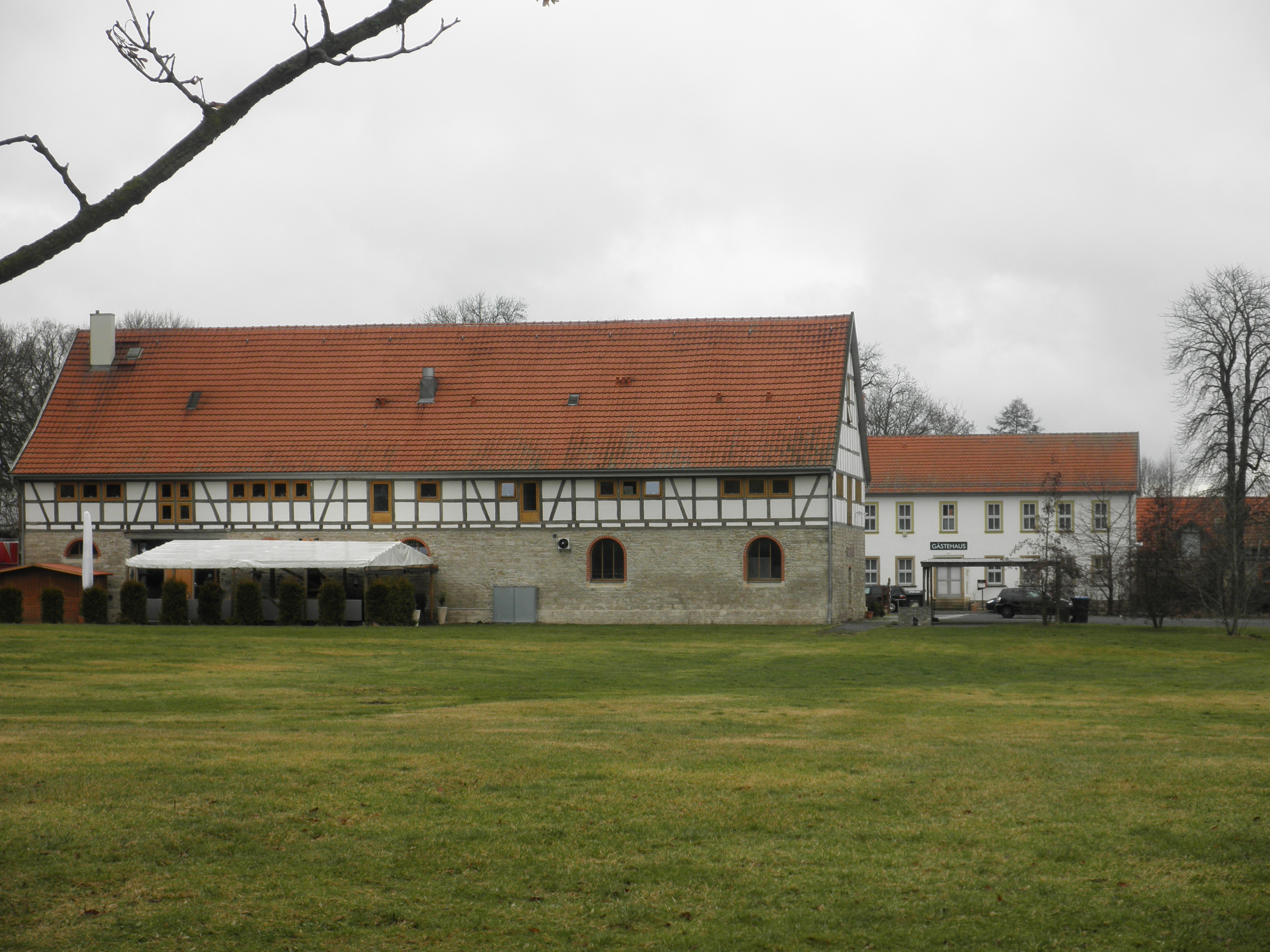
Gut Ringhofen (2013)
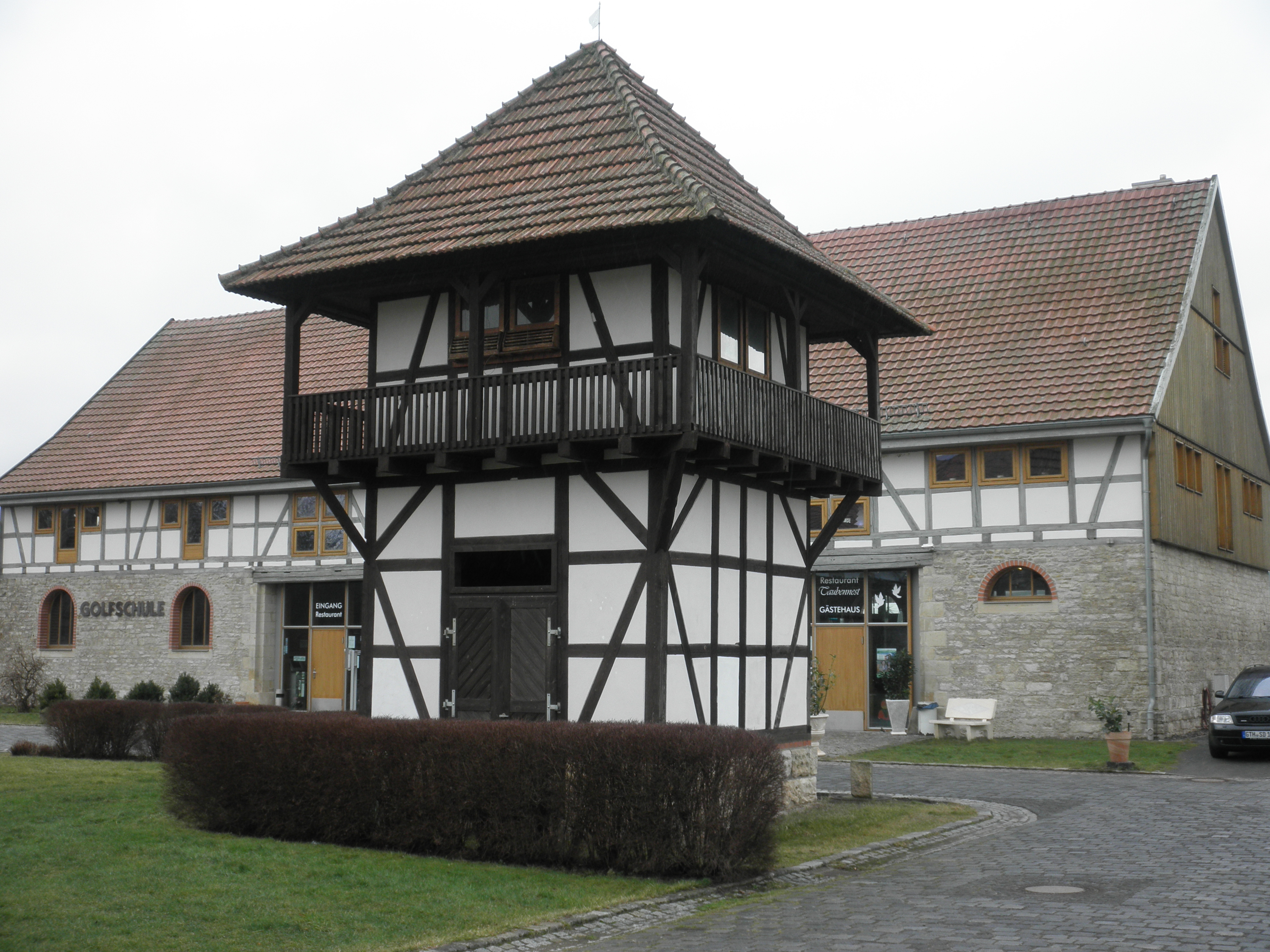
Taubenhaus im Gut Ringhofen (2013)
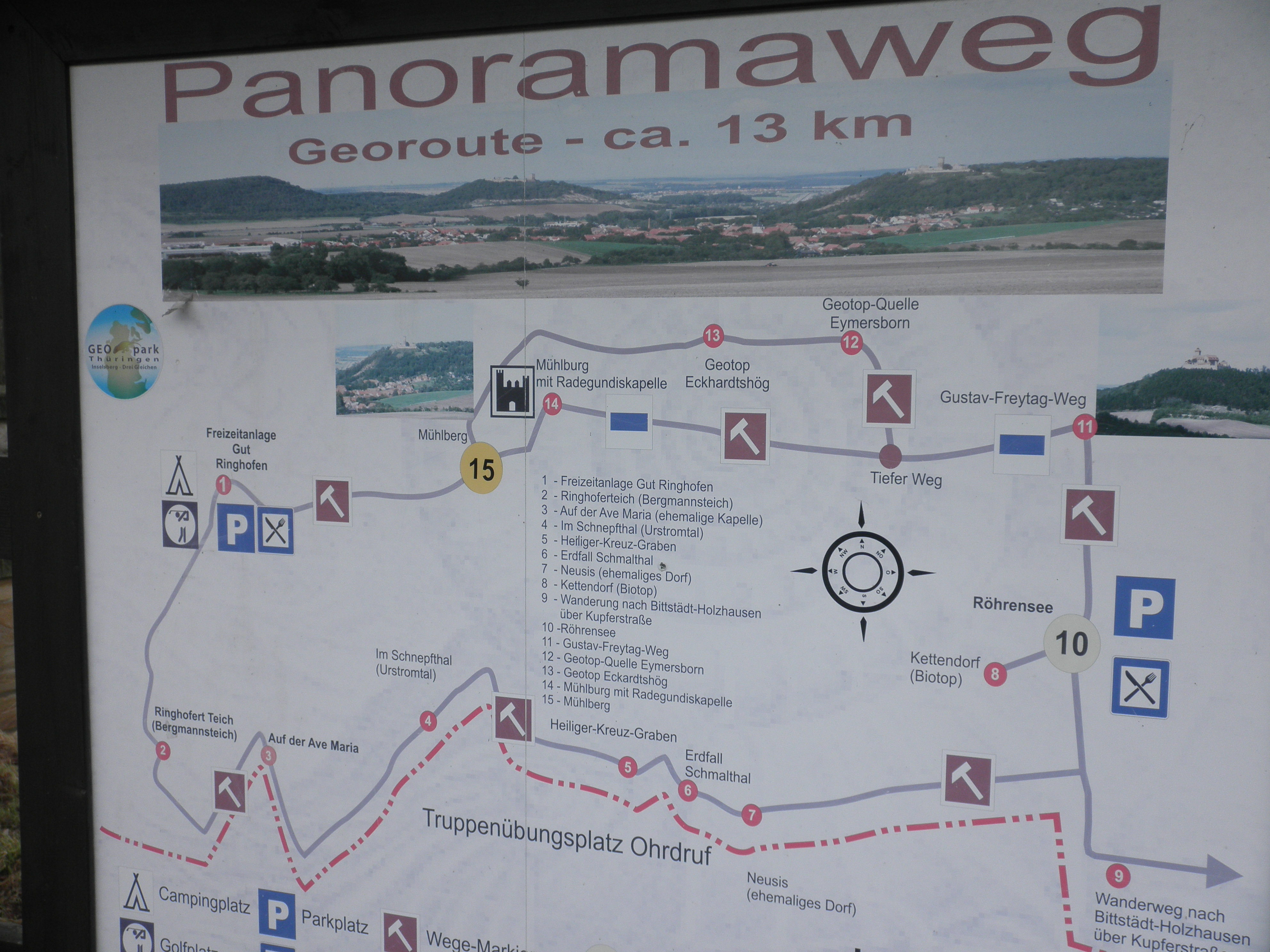
Panoramaweg um Gut Ringhofen
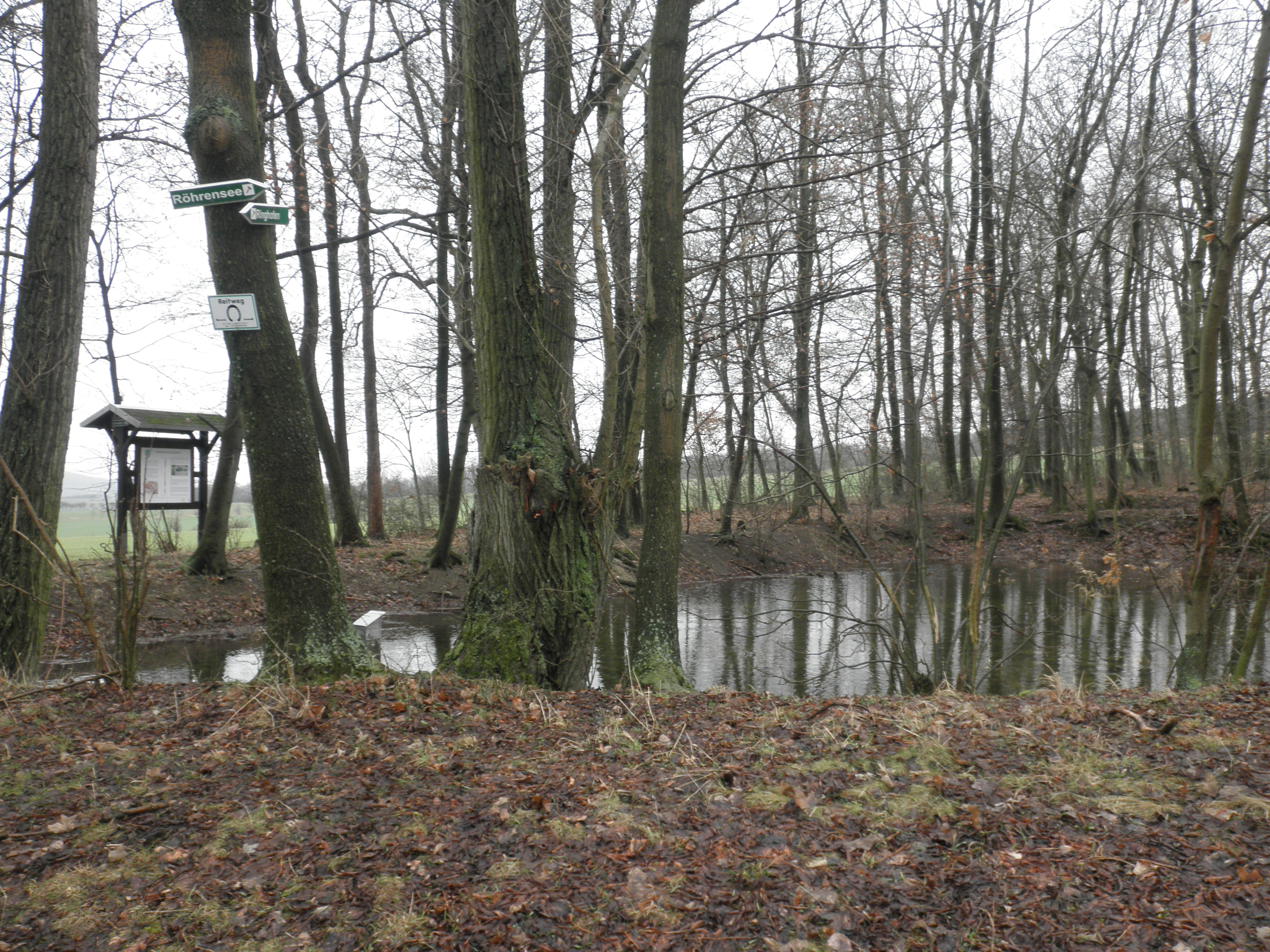
Ringhofer Teich am Panoramaweg